# Dystergräsmott
Dystergräsmott (Agriphila tristella) är en fjärilsart som först beskrevs av Michael Denis och Ignaz Schiffermüller 1775.  Dystergräsmott ingår i släktet Agriphila, och familjen mott. Arten är reproducerande i Sverige.

## Bildgalleri

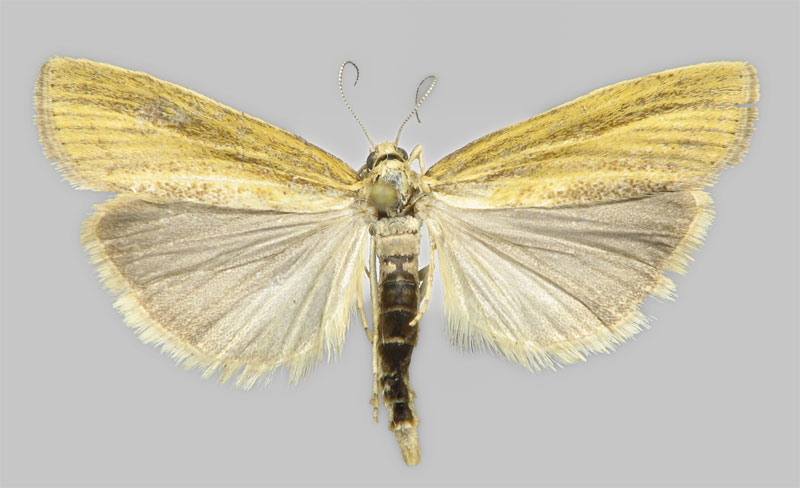
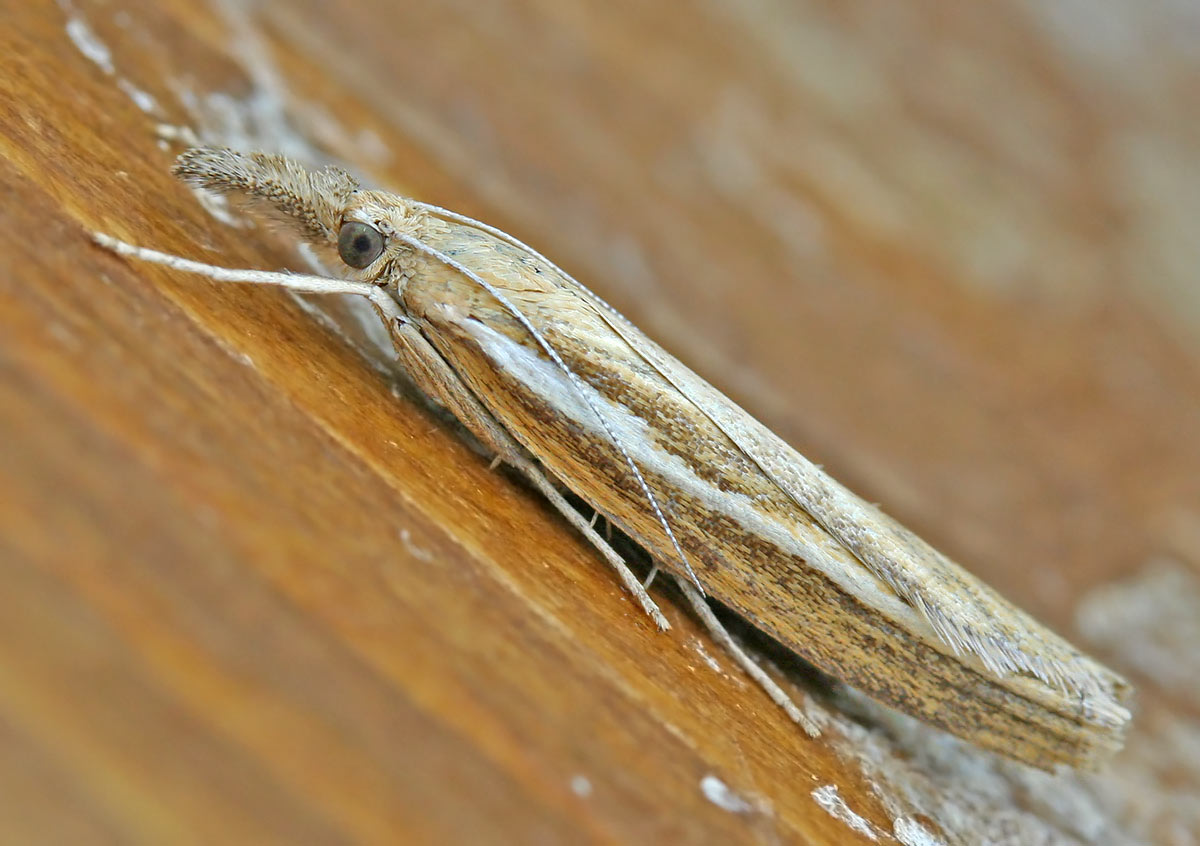